# Морске маховине
Морске маховине (Bryozoa) су сесилне, колонијалне животиње које припадају групи лофофора. Живе у морским (око 4000 врста) и слатководним екосистемима (око 50 врста), а описано је и више хиљада фосилних врста. 

## Организација колоније
Колонијални организам бриозоа састоји се од:
- зооида, јединки и
- зоецијума, скелетног, неживог дела колоније.

Скелет је саставни део телесног зида и излучује га једнослојни епидермис (епител). Изграђен је од спољашњег кутикуларног слоја испод кога је слој прожет калцијум-карбонатом. Осим тако добро развијен, слекет може да буде и желатинозан или грађен од танке хитинске кутикуле.
Зооиди су тракама ткива међусобно повезани. Траке ткива се пружају кроз скелетни део. Сваки зооид састоји се од два дела:
- полипида, који је у ствари венац тентакула (лофофор);
- цистида, трупа.

Цистид је стално увучен у пехарасто удубљење скелета који је саставни део телесног зида, док полипид штрчи ван скелета и у њега увлачи према потреби.
Облик и изглед колоније зависи од:
- природе скелета
- облика зооида
- начина пупљења.

Најчешће су жбунасте, на различит начин гранате колоније, а поједине имају изглед желатинозне масе.

## Полиморфизам зооида
Различити облици зооида обављају у колонији различите функције па се зато називају хетерозооиди:
- аутозооиди обављају функције исхране, а међу њима се издвајају авикуларије, које личе на главу птице са кљуном; оне хватају ситне организме, који су ту пронашли станиште, па тиме чисте колонију;
- вибракула које учествују, као и претходне, у чишћењу колоније;
- зооиди са столонама помоћу којих се прикачињу;
- зооиди за размножавање.

## Унутрашња грађа
На површини тела је једнослојни епидермис испод кога се налазе слојеви мишића (кружних и уздужних). Испод њих је целом подељен на два дела: трупни (већи) и лофофорни (мањи), раздвојени преградом.
Крвни, екскреторни и респираторни систем немају. 
Нервни систем се састоји од:
- нервног плексуса смештеног у телесном зиду и
- околождрелне ганглијске масе.

Хране се помоћу тентакула са трепљастим епителом, који потискује ситне планктонске организме ка усном отвору. Цревни систем почиње усним отвором који се наставља у ждрело, затим желудац од кога се пружа танко и дебело црево. Црево има потковичаст облик, а храна се вари екстрацелуларно.

## Размножавање и развиће
Размножавају се бесполно и полно. Бесполно размножавање се углавном врши на два начина:
- пупљењем
- статобластима, који представљају унутрашње пупољке којима преживљавају неповољне температурне услове и образју се углавном у јесен код слатководних врста.

Морске маховине су углавном хермафродити, али до самооплођења ретко долази. Један зооид садржи један или више тестиса и један јајник, који немају сопствене одводне канале па се тако полне ћелије избацују у целом. Код врста које имају одвојене полове има таквих где су сви чланови колоније истог пола, као и оних које садрже одвојене јединке мушког и женског пола. 
Оплођење се код највећег броја врста врши у телу или у лежајној комори на телу, где се и обавља браздање и образује трепљаста ларва слична трохофори. Она једно време плива, затим пада на дно и од ње се развија први зооид да би се од њега пупљењем образовала колонија.

## Класификација
Деле се на две класе:
1. Gymnolaemata, има их око 4000 врста и живе у морској води и то углавном у литоралној зони, мада су нађене и врсте на дубини од 5.000 m; имају добро грађен скелет који се састоји од хитинске кутикуле и калцијум-карбоната; на отвору пехара образује се поклопац;
2. Phylactolaemata, живе у слаткој води и има их око 50 врста; скелет је слабије развијен и желатинозан или изграђен од танке кутикуле; бесполно се, поред пупљења, размножавају и статобластима чији облик и изглед представљају таксономску карактеристику.